# 本を守護する者
『本を守護する者』（ほんをしゅごするもの、探綺書房、原題：英: The Guardian of the Book）は、アメリカ合衆国のホラー小説家ヘンリイ・ハーセによる短編ホラー小説。クトゥルフ神話の1つで、『ウィアード・テイルズ』の1937年3月号に掲載された。ハーセは、ラヴクラフト・スクールとの繋がりがよくわかっていない作家であるが、クトゥルフ神話である本作品を手掛けている。2月に発表された本作を、3月に死没したラヴクラフトは読んで力量を評価していた。
東雅夫は『クトゥルー神話事典』にて「ネクロノミコンをすら凌駕するという究極の魔道書が登場する、いかにもパルプらしい胡乱さに満ちた呪物ホラー。クトゥルーの出自をめぐって、きわめて興味深い仮説が開陳されている点でも、注目に値する作品といえよう」と解説している。
ヴールの設定は、後のクトゥルフ神話の大系化に取り込まれて、クトゥルフのルーツとなる。
クトゥルフと本作の登場人物である「カトゥルン」の類似性が作中でも指摘されており、またラヴクラフト作品『闇に囁くもの』には「ルルム＝カトゥルス」という固有名詞への言及がある。

## あらすじ

### 本の序文：第23星雲ヴール
ある日、20年前に消息を絶った研究者カトゥルンが突然帰還を果たし、友人のトラヴィールに、自分は別次元に行って根源悪（旧支配者）を見て来たと語る。20年過ごして、気まぐれ同然に追い出されたものの、口外厳禁と脅迫されており、友人にのみこっそりと話す。2人は二度とそのことについて口にしないでいたが、数年のうちにカトゥルンは、知識を広めなければという思いを抑えきれなくなる。カトゥルンの思いをトラヴィールは理解して止めなかったが、2人は甘かった。
ある日、ヴールムの街に、虚空から「赤みがかった光芒」が降り立つ。そこから現れた「ぬらぬらとした者」によって、街の者全員が、失明し、発狂する。ただ一人カトゥルンだけは絶命し、死体は全身に青い小さな穴が空き、手足は歪んで折れ、両目がなくなり、唇を引き伸ばされ無理やり笑顔を作らされていた。トラヴィールは、遠くからそいつが街に降り立つ様子を目撃し、続いて街の惨状を見て、最後にカトゥルンの死体を発見する。トラヴィールは、彼の原稿全てを回収して、全く別の土地に逃げる。そこでようやくカトゥルンの原稿を読み、戦慄の真実を理解した上で、逃げても無駄だったと悟る。すぐさま「外の存在」に追いつかれ、トラヴィールは、彼らがカトゥルンを返したのはただの戯れであり、自分が読んだのも定められた運命だったと理解する。
トラヴィールは定めに則り、出来事を本に仕立てる。読むなという警告序文を書くことで、あえて無視して読み進めるように仕向けるという、罠を作る。外なるものどもは、本に呪いをかける。読み終わったら、呪いが移り、トラヴィールは解放されるという条件を付与する。

### 20世紀アメリカ
「ネクロノミコン」を読むことを夢見るドクター・ウイチャリイは、古書店の店主から、ネクロノミコンよりも恐ろしいとされる本を押し付けられる形で手に入れる。半信半疑でウイチャリイが本を開くと、その序文には、第23星雲ヴールの住人であるトラヴィールの体験した出来事が書かれており、ウイチャリイは衝撃を受けつつも、馬鹿馬鹿しいと判定する。
そのとき、唐突に、ウイチャリイの部屋に店主が現れ、「自分もその本の過去の持ち主であり、その本は持ち主から持ち主へと代々伝わってきている呪物だ」と答える。そしてウイチャリイに、続きのページを読むとすべてを知ることができると、誘惑の言葉をかけてくる。
ウイチャリイは誘惑に負けそうになるが、どこからか諸力が集まってきて、ウイチャリイを本から引きはがそうと、店主と本と闇の力に対抗する作用が働く。ウイチャリイは、この諸力は店主と同様にかつての本を守護する者達であり、団結して反抗しているのではないかと思い至る。そしてウイチャリイは誘惑に耐え切り、本を掴み、暖炉に投げ込む。
店主は炎の中から、全く焼けていない本を回収する。空間から描写のしようもないおぞましいものが現れ、店主と共に姿を消す。
その後、ウイチャリイは再び古書店を訪れるがもぬけの殻であり、以来ウイチャリイはネクロノミコンに対する興味を失った。

## 主な登場人物
- ドクター・ウイチャリイ  - 語り手。ネクロノミコンを読むことを夢見ている。
- 古書店主 - 異相の小男。本の呪いに囚われており、ウイチャリイに本を押し付けて呪いを移そうとする。
- トラヴィール - 著者。第23星雲の世界ヴールの住人。本の序文に、己とカトゥルンに起こった出来事を記す。
- カトゥルン - ヴール人。数学研究者。外なるものどもの世界に行き、戻された。

## 収録
- 『クトゥルー13』青心社、東谷真知子訳「本を守護する者」
- 『真ク・リトル・リトル・リトル神話大系10』国書刊行会、渡辺健一郎訳「探綺書房」
- 『新編真ク・リトル・リトル・リトル神話大系2』国書刊行会、渡辺健一郎訳「探綺書房」

## 関連作品
- 陳列室の恐怖 - リン・カーターによる次世代クトゥルフ神話作品。ヨグ＝ソトースと第23星雲ヴールの生物の間に、クトゥルフが生まれたと、設定された。